# Zenonia S
Zenonia S: Rifts In Time è un videogioco per smartphone in stile Action RPG, Hack and slash prodotto e pubblicato dalla casa produttrice Gamevil il 2 giugno 2015. Inizialmente distribuito sotto il nome di Zenonia Online(제노니아 온라인) solo per la piattaforma coreana KakaoTalk, entra in versione beta chiusa nel marzo 2015 in lingua inglese e coreana.

## Trama
In passato, due gruppi di creature, chiamate rispettivamente i "Celestiali" e i "Dragonbloods", hanno combattuto per generazioni al fine di conquistare i territori dei nemici. Appare, però, uno squarcio temporale ai margini di una città, dal quale compaiono misteriosamente degli eroi e le loro fate, provenienti dal passato.
 Durante la caduta dallo squarcio però, un eroe perde la propria memoria.
Nella città, apprende dell'esistenza dei cristalli di Osiride, frammenti dall'immenso potere in grado di far recuperare le memorie perdute.
 L'eroe parte in aiuto dei Celestiali per compiere la missione che gli è stata assegnata dai suoi salvatori: portare a termine la guerra contro i "Dragonbloods" e recuperare i cristalli di Osiride.

## Modalità di gioco
Zenonia S segue le regole classiche di un action RPG con elementi tipici dei picchiaduro a scorrimento, tra cui: 
- la "stamina": sistema di punti cumulabili nel tempo. Permette di accedere alle fasi dei combattimenti e delle operazioni in singolo
- la "raid stamina": simile alla stamina, ma utilizzabile per le modalità in cooperativa
- gli "Zen": la valuta premium del gioco. Acquistabile attraverso micropagamenti in moneta reale
- i "gold": la valuta principale del gioco. Utilizzabile per i vari retaggi che il giocatore deve affrontare nel superare le prove previste dalla storia.
- grado "VIP": un sistema di punti con 15 diversi livelli, che garantisce premi giornalieri. Aumenta di livello convertendo gli zen acquistati in equivalenti "VIP points"
- la possibilità di scegliere tra sei diverse classi(Paladino, Assassino, Combattente, Guerriero, Ranger e Mago), ognuna con diverse peculiarità e abilità come danni ad area o potenti incantesimi rigenerativi
- 70 livelli per il personaggio
- diverse modalità di gioco sia in singolo che in cooperativa
- oltre 250 missioni completabili, 90 diversi livelli e più di 320 pezzi di equipaggiamento collezionabili[4].

Dopo la scelta della classe, segue un breve tutorial che spiega le basi per incominciare a giocare.
 
Finito il tutorial si accede per la prima volta nella città e si ha accesso alle diverse funzioni di gioco e alla schermata del personaggio.

Nella schermata si ha accesso a tutte le caratteristiche del personaggio, in una lista dettagliata:
- "punti vita": generalmente chiamati "HP". Determinano la quantità massima che il giocatore può subire prima di svenire.
- il "mana": la risorsa adibita all'attivazione delle abilità del personaggio
- 4 attributi(intelligenza, destrezza, resistenza e forza): che potenziano le statistiche del personaggio. Possono essere incrementati singolarmente, utilizzando i punti attributi, che vengono distribuiti istantaneamente ad ogni passaggio di livello
- "abilità": dette "skills". Le "skills" sono le capacità speciali del personaggio. Variano a seconda della classe utilizzata e permettono di lanciare potenti incantesimi. Vengono distribuiti 5 punti abilità per livello
- 5 pezzi equipaggiabili che compongono un'armatura completa, forniscono attacco, difesa e statistiche aggiuntive per il personaggio. Questi pezzi, detti gears, sono disponibili come ricompensa per le missioni
- la possibilità di incastonare "gemme", pezzi di pietra raffinabili che, opportunamente equipaggiate nei "gears", forniscono statistiche aggiuntive permanenti
- uno slot per equipaggiare una "fata", una creatura che assiste e supporta il protagonista in combattimento
- la possibilità di indossare costumi("avatars"), acquistabili a pagamento dal negozio.
- 4 accessori indossabili e dei "gadget" di supporto, detti "pets".

Sia i pezzi dell'armatura completa, detti gears, che gli altri oggetti indossabili sono potenziabili attraverso l'uso di un duplice sistema di esperienza.
 Il primo è chiamato "tiering" e serve ad aumentare il livello del gear("tiers"), mentre il secondo è un meccanismo composto da "gradi", per il quale ogni due "tiers", l'oggetto si evolve aumentando il tetto massimo per il "tiering".

Il personaggio possiede un'abilità unica, chiamata "Awakening", un sistema fatto da sei stelline sbloccabili in successione. Ogni stella conferisce attributi per il personaggio stesso e punti aggiuntivi per le abilità. Il materiale necessario per migliorare il proprio "Awakening" viene chiamato "pietra dell'anima".
 Questo frammento di pietra è ottenibile come ricompensa nella modalità Fairy Tower, una torre composta da 60 piani in cui il protagonista deve combattere diversi mostri fino al raggiungimento del boss della torre.

In cooperativa, diversi giocatori possono creare un gruppo, detto "party", e avere la possibilità di sconfiggere boss di gruppo con grandi quantità di "HP". Raggiunto l'obiettivo, una schermata di fine livello genera ricompense casuali, utili per potenziare abilità e attributi dei personaggi.

È possibile, inoltre, per i giocatori, raggrupparsi in gilde per partecipare ad eventi in comitiva e a gare tra i membri, nonché ricevere ricompense in base all'attività e al contributo dato durante gli eventi a tempo, come la resistenza ai danni delle abilità delle classi avversarie, o protezioni dagli elementi in grado di diminuire i danni ricevuti. 

Nel gioco è implementata una chat globale per ogni server, filtrabile per lingua tramite le opzioni, e diversi sistemi di interazione, tra cui:
- la capacità di gestire le impostazioni del suono e quelle grafiche
- le liste di amici e di "friend points". Quest'ultimi vengono generati nel momento in cui si richiede l'aiuto di un giocatore presente nella lista, per il completamento di un'azione. Questi punti possono essere scambiati giornalmente con premi sostitutivi
- un servizio di mail, da cui si possono reclamare le ricompense
- la possibilità di comunicare tra i membri di un gruppo o di una gilda attraverso un'apposita finestra
- la funzione Exchange, la quale consente lo scambio di alcuni oggetti con dei sostituti scelti periodicamente dagli sviluppatori[5].

Inoltre è presente la possibilità di iniziare la propria avventura in un server differente da quello che viene inizialmente impostato alla creazione dell’account. Malgrado ciò, i server non mantengono i dati di gioco durante il passaggio, per cui, i personaggi precedentemente creati, non sono disponibili nelle altri regioni.

### Classi
Le classi disponibili all’inizio dell’avventura sono sei. Mago, Combattente, Guerriero, Ranger e Assassino fanno parte del gioco fin dalla prima fase della beta; la classe Paladino, invece, è stata aggiunta tre mesi dopo la distribuzione globale con una patch di aggiornamento. Le singole abilità usano la risorsa mana, mentre i danni inflitti vengono sottratti ai punti di vita. Alcune classi sono più facili da usare e vengono raccomandate tra le scelte all'inizio del gioco.
- Neal (Mago)

Un combattente a distanza dotato di poteri sovrannaturali. Riesce ad infliggere potenti colpi critici e ingenti danni elementali ad area. Possiede abilità spazio-temporali che gli garantiscono brevi momenti di invincibilità e creano cloni esplosivi per ingannare il nemico. L'attacco base del mago viaggia sia in orizzontale che in obliquo sullo schermo, migliorando sensibilmente il capacità di colpire il nemico. Per questo la classe mago viene raccomandata ai giocatori alle prime armi.
- Regret (Combattente)

Ottimo combattente corpo a corpo dotato di spadone a due mani e corazze pesanti. Versatile negli scontri contro i mostri e bilanciato tra attacco e difesa. I suoi potenti colpi di lama frantumano il terreno, infliggendo danni a valanga ai nemici. Quando si trova in difficoltà va in ira, aumentando notevolmente la velocità di esecuzione dei colpi, mentre le spine corazzate dell'armatura infliggono danni di ritorno a coloro che la colpiscono.
- Vishu (Assassino)

Le abilità dell'assassino si basano su mosse evasive e tecniche letali. Può attaccare alle spalle e spazzare i nemici a corto e medio raggio tramite la sua particolare arma: una falce attaccata ad una catena, la quale può essere utilizzata per imbrigliare gli avversari in una morsa logorante. Tra le competenze dell'assassino vi sono la capacità di scagliare shuriken o tecniche di rappresaglia come le cortine fumogene e velenose.
- Daza (Guerriero)

Il combattente per eccellenza. È in grado di sferrare potenti pugni ed infliggere grosse quantità di danni. Le sue abilità di rigenerazione lo rendono un temibile avversario negli scontri prolungati. La sua profonda conoscenza della natura e dell'anatomia delle prede lo rende capace di focalizzarsi sui punti deboli dei nemici, incrementando i danni inflitti. È in grado di emettere forti boati e di precipitarsi sull'avversario con colpi fatali.
- Ecne (Ranger)

I ranger sono abili tiratori a distanza. Usano armi tecnologiche che migliorano le precisione dei colpi. Possono lanciare mine sui bersagli per infliggere ingenti danni, e tra le sue capacità vi è la possibilità di scaglaire un potente raggio sui nemici. I potenziamenti derivanti dalle macchine aumentano i riflessi, la gittata dei colpi e la potenza di fuoco del ranger, rendendolo un efficiente combattente contro i bersagli singoli. Il raggio d'azione delle abilità può essere focalizzato in un solo punto oppure può divergere in un'ampia zona a cono, danneggiando tutti i nemici nella traiettoria. 
- Alicia (Paladino)

Illuminato dai poteri della luce, il Paladino usa la sua forza divina per proteggere i propri alleati da potenti nemici. Equipaggiato con martello e scudo, il paladino scaglia potenti combinazioni di colpi ed è in grado di supportare i propri alleati con i suoi poteri curativi.

## Equipaggiamento
I pezzi che compongono l'armatura completa del personaggio sono cinque e ad ogni "gear" corrisponde un prefisso e un nome. Si possono ottenere in ricompensa completando le diverse fasi della modalità storia.
 Più pezzi diversi, contenenti lo stesso prefisso e nome, sbloccano statistiche aggiuntive per il personaggio, formando un "set".

I set disponibili sono 5 e i bonus di riferimento aumentano indossandone tutte le componenti:
- Duellante: conferisce potenziamenti permanenti alla precisione dei colpi e all'evasione;
- Distruttore: aumenta il potere di attacco, danno critico e possibilità di colpo critico;
- Guardiano: aumenta la difesa e i punti salute del personaggio;
- Avventuriero: parte del danno degli attacchi base viene commutato in punti vita e mana;
- Trascendentale: fornisce bonus permanenti agli attributi. È possibile ottenere il set definitivo solo tramite il negozio oppure portando il gear al grado SS con esperienza massima. Fornisce i bonus maggiori tra i set ed è attualmente l'unico a non cambiare nome dopo il secondo livello(tier 13)[8].

Ogni "gear" possiede una barra dell'esperienza, la quale può essere riempita riciclando i pezzi più vecchi. Per il "tiering" dei gears,è necessario che la barra dell'esperienza sia al massimo. A questo punto, per il protagonista è obbligatorio effettuare un'evoluzione, aumentandone il grado. Esistono sette gradi di evoluzione diversi(D, C, B, A, S, SS e SSS) e 14 "tiers", dopo i quali ogni "gears" raggiunge il pieno potenziale.

Inoltre nei gears vi sono da uno a quattro slots, in cui possono essere incastonate delle "gemme", pietre che conferiscono statistiche aggiuntive per il personaggio.

### Accessori
Gli accessori indossabili dai protagonisti sono 4 e ogni pezzo ha delle caratteristiche di base distintive: 
- collane: forniscono mana aggiuntivo permanente.
- amuleti: forniscono evasione aggiuntiva, così da poter schivare con più facilità i colpi degli avversari.
- mantelli: aumentano gli HP massimi.
- anelli: aumenta la precisione dei colpi e delle abilità.

Il meccanismo di evoluzione è simile a quello degli equipaggiamenti. Gli accessori possiedono una barra di esperienza, 7 "tiers" e 7 gradi di evoluzione. Riempita le barra dell'esperienza riciclando vecchi accessori, è possibile aumentare il "tier" solo una volta, prima di procedere all'evoluzione..

 
Gli accessori non sono ottenibili durante la storia. È possibile ottenerli solamente vincendo un determinato numero di incontri nelle modalità giocatore contro giocatore o tramite l'acquisto in zen dal negozio.

È stato inserito anche il sistema dei set. I set disponibili sono 4("duellante", "avventuriero", "distruttore" e "guardiano"), e indossando più accessori appartenenti allo stesso set, si sbloccano statistiche aggiuntive permanenti nello stesso ordine in cui vengono forniti i bonusdai set degli equipaggiamenti.

### Gemme
Le gemme sono dei pezzi di pietra raffinabili e incastonabili sia negli equipaggiamenti che negli accessori.

Tramite la funzione "Craft" dalla schermata di gioco, si accede a un’officina nella quale si possono combinare diversi "frammenti di pietra" grezzi in una gemma finita. Le gemme complete sono pronte per essere aggiunte negli slot appositi, oppure essere riutilizzate per potenziare altre gemme.

Si possono combinare più gemme per effettuare una prova di "crafting", attraverso la quale si possono evolvere di grado, così da potenziarne le caratteristiche. Più il materiale usato è di qualità e più aumenta la probabilità di successo della prova.
 Nel caso in cui fallisca, le gemme usate per l’evoluzione si sgretolano e non possono essere più riutilizzate.

Nel gioco si trovano tre colori diversi di gemme, che devono combaciare con il colore dello slot del "gear" di riferimento per essere inserite:
- rosso: le gemme di attacco. Si suddividono in 3 categorie: 
  - attacco: forniscono bonus ai danni base del personaggio
  - danno da critico: potenziano il danno inflitto in caso di colpo critico
  - possibilità di colpo critico: aumentano le probabilità di infliggere colpi critici, ignorando parzialmente la difesa avversaria e incrementare la quantità di danni inflitti
- verdi : le gemme di difesa. Si suddividono nelle categorie:
  - HP: conferiscono salute massima aggiuntiva
  - "difesa": potenziano la difesa del personaggio
  - evasione: aumentano la possibilità di schivare i colpi avversari.
- blue: le gemme dell'utilità. Si suddividono in: 
  - mana: conferiscono mana massimo aggiuntivo
  - Effetto delle Pozioni: aumentano in percentuale la salute e la difesa ottenibili consumando le pozioni presenti nel negozio
  - precisione: aumentano le precisione dei colpi.

### Avatar
Gli avatar sono i costumi indossabili del gioco. Ogni avatar possiede delle statistiche come "HP", difesa o attributi come l'"intelligenza", e possiede un aspetto grafico unico. È possibile indossare un solo "avatar" per volta, ma le statistiche sono cumulabili e vengono mostrate per intero nella schermata del personaggio.

Esistono più di dieci avatar diversi per ogni personaggio. Ogni costume può essere potenziato fino a due volte tramite l'utilizzo delle "pietre dell'anima" o attraverso gli zen. In questo modo, le statistiche delle avatar possono essere raddoppiate ad ogni aggiornamento.

### Pets
Nella schermata principale del protagonista, la funzione "pets" consente di invocare in aiuto un "gadget" di un supporto durante gli scontri.

I pet hanno effetti diversi in base alla categoria di appartenenza. Ad esempio i funghi hanno abilità rigenerative e possono seguire il personaggio mentre combatte, mentre i totem possiedono l'abilità di depotenziare l'avversario in modo temporaneo. Alcuni pet invece, si stazionano nel punto in cui vengono richiamati applicano determinati effetti ad area.

I pet possiedono una barra dell'esperienza, 60 livelli e 7 gradi evolutivi. La barra dell'esperienza cresce quando vengono cibati con i "frutti della vita".

La funzione "Albero del Mondo", accessibile dalla schermata del giocatore, genera periodicamente i frutti, offrendo la possibilità di reclamarli in anticipo pagando con la valuta premium.

Una volta riempita la barra dell'esperienza, si può evolvere il pet combinandolo con un altro di pari grado e livello.

### Fate
Uno degli elementi caratteristici e principali della serie è l'utilizzo delle fate. Piccoli esseri affiliati agli elementi che seguono il personaggio e lo supportano in combattimento.

Le fate possono avere 4 elementi diversi(ghiaccio, fuoco, buio e luce). Ad ogni elemento è associato un effetto diverso, tra questi il rallentamento col ghiaccio o danni nel tempo col fuoco.

Ogni fata possiede delle statistiche di attacco e difesa elementale, ed è disponibile in due assetti diversi: "attacco" e "difesa", che ne modificano i parametri.
Le fate possiedono 60 livelli e 7 gradi di evoluzione.
 Il materiale richiesto per incrementare il livello delle fate è la "polvere di fata", risorsa ottenibile nella modalità Fairy Tower, un'alta torre in cui il protagonista deve affrontare diversi mostri fino a sconfiggere un potente "boss" finale.

Una volta raggiunto il tetto di esperienza massimo per il grado della fata, è obbligatorio evolverla per potenziarne ulteriormente i parametri, attraverso il riciclo di altre fate.

### Advent
L'"advent" è una configurazione secondaria del gioco, nella quale, per ogni gear e oggetto indossabile, corrisponde uno "slot" vuoto equivalente.
Ogni "slot" possiede 9 livelli, potenziabili secondo una scala da 0 a 9, che forniscono un moltiplicatore alle statistiche relative al gear equivalente equipaggiato.

Vi sono due tipo di "advent": 
- il Caduto: che fornisce bonus ai danni elementali delle fate durante i raid normali o di gilda
- il Guardiano: che aumenta attacco e difesa del personaggio stesso[15].

Per poter sbloccare i livelli di "advent" è necessario che almeno uno slot sia attivo, in modo da ottenerne i bonus temporanei.
 Per attivarli bisogna inserire gli oggetti con grado e livello corrispondenti a ciò che viene richiesto dallo slot, e spendere un certo numero di gold e "ali" per l'attivazione.

Le "ali", sono delle risorse che vengono distribuite come bottino dopo il completamento delle fasi della seconda stagione della modalità storia.

## Modalità di Gioco

### Storia
Il protagonista, può ricevere esperienza, per aumentare di livello, solo nella modalità storia, che è divisa in due stagioni:
- Stagione I: in modalità giocatore singolo il protagonista si ritrova ad affrontare tre diverse difficoltà: Normale, Eroe e Leggenda. Esistono dieci tappe per reame, con un totale di nove reami. Una volta superati tutti i livelli, viene offerta la possibilità di ricominciare il percorso dal primo reame, con un grado di difficoltà maggiore.
 All'inizio di ogni tappa è disponibile una funzione simile al negozio in cui è possibile acquistare preventivamente pozioni per la sopravvivenza in gold o potenziamenti temporanei per le statistiche attraverso l'uso degli zen. Ogni tappa, inoltre, può essere completata infinite volte, finché è disponibile la "stamina".
 Dopo il completamento delle tappe, il sistema genera automaticamente un sistema di bottini in gold e gears casuali. 
 È disponibile una modalità automatica, che gestisce i movimenti del personaggio e le sue abilità attraverso l'uso di una intelligenza artificiale.
 Inoltre, giornalmente si ricevono, dal meccanismo delle ricompense del grado "VIP", degli "sweep tickets". Questi "tickets" servono a compiere una tappa e ricevere i bottini istantaneamente, senza doverla percorrere.
- Stagione II: la seconda stagione si presenta strutturalmente analoga alla prima: tre difficoltà, e più di 20 tappe in due nuovi reami. Ogni difficoltà è accessibile solo dopo il completamento della precedente. Qui è possibile ottenere le "ali" in bottino, indispensabili per l'avanzamento del proprio "advent".
 Rimane la possibilità di utilizzare il negozio nel pre-schermata, ma, a differenza della prima stagione, è possibile accedere alle tappe solo determinate volte al giorno. Inoltre, i mostri da battere, in questa nuova stagione, hanno molta più difesa e HP.
 In questa stagione non è possibile l'uso degli "sweep tickets"[15].

### Arena
Il sistema dell’arena è quello tipico del "giocatore vs giocatore".
 Il gioco gestisce le aggressioni con meccanismi di attacco e difesa.  Per entrare nell’arena, occorre usare i "ticket dell’arena", biglietti che si rinnovano ogni ora o acquistabili in pacchetti con gli zen.
 In attacco appaiono cinque combattenti per volta, misti in classe e livello. Il giocatore può aggiornare la schermata dei nemici pagando con gli zen o gratuitamente, nel caso in cui riesca ad eliminare almeno 3 avversari su 5.

Gli avversari, durante gli attacchi effettuati dall'utente, si sfidano singolarmente, e si guadagnano punti in caso di vittoria o si perdono se si viene sconfitti.
 Invece, l'interfaccia di difesa, permette di personalizzare il protagonista nel modo più efficiente possibile nel caso in cui subisca un'aggressione mentre non sta giocando.

In questo caso viene generato un meccanismo di "vendetta", grazie al quale si può sfidare l'aggressore una sola volta, riacquistando i punti persi durante l'attacco in caso di vittoria.
 Questi punti contribuiscono a formare una classifica generali che genera dei premi settimanali in zen.

### Monster Waves
Questa modalità consiste nel completare sette diversi livelli strutturati a ondate infinite, in cui i giocatori si battono per la propria sopravvivenza. Si ha il compito di eliminare quanti più nemici possibili in un tempo prestabilito per avanzare di sezione e aumentare notevolmente il numero di gold percepiti.
 Le sezioni danno come ricompensa zen, per il primo completamento della settimana. Invece giornalmente, viene offerta l'opportunità di ricevere le "pietre dell'equipaggiamento", come le pietre dell’arma o degli accessori, materiali indispensabili per aumentare il grado degli equipaggiamenti che hanno raggiunto la massima esperienza.
 Completando le sezioni, il numero dei mostri abbattuti determina un certo numero di punti, che garantiscono una posizione nella classifica generale della modalità. Completare più di una volta la stessa sezione non garantisce un aumento dei punti relativi alla classifica, se il record ottenuto non supera il massimo punteggio ottenuto per la sezione durante la settimana.
 Settimanalmente il contatore viene azzerato e si ricevono premi gold corrispondenti alla posizione in classifica ottenuta durante la settimana.

### Fairy Tower
È una torre di 60 piani, suddivisa in sei sezioni, disponibili singolarmente, ognuna formata da 10 piani.
 In ogni sezione, il giocatore deve affrontare dei mostri fino al raggiungimento di un boss epico, che, una volta sconfitto, conclude la sezione.
 Il primo completamento di ogni sezione della torre, garantisce istantaneamente un certo numero di "pietre dell’anima" relative alla classe che ha compiuto l’azione, più un numero standard di "polvere di fata", risorse utili per il livellamento delle fate e degli "avatars".
 Dopo il primo completamento della sezione, la possibilità di ricevere le pietre diventano casuali.

### Brawls
Il sistema di combattimento tutti contro tutti del gioco.
 Ogni giocatore si confronta in una gabbia chiusa con quattro avversari e vince chi è rimasto in vita per ultimo. Il personaggio ottiene due tipi di punteggio, dopo la competizione:
- uno per la classifica generale, che si ottiene sommando il numero di vittorie nelle "brawls" e che offre delle ricompense in Zen
- un altro per il punteggio personale, che si ottiene calcolando i danni inflitti durante i combattimenti.

Si hanno tre tentativi gratuiti di accesso al giorno e la possibilità di usare un personaggio secondario appartenente allo stesso account per chiamarlo in aiuto, incrementando così le possibilità di vittoria. Scaduti i tentativi è possibile l’accesso solo a pagamento.

### Raids e Guild Raids
Utilizzano la "raid stamina" e permette a quattro giocatori per volta di creare un gruppo, detto "party", per accedere alla modalità in cooperativa.
 Per il raid, il party può scegliere di attaccare 25 boss diversi nella prima stagione e altri 2 boss epici nella seconda stagione. I boss, hanno come unico prerequisito il livello dei protagonisti.
Una volta sconfitto il boss, vengono assegnate delle ricompense in maniera casuale tra i partecipanti e le ricompense sono: gold, cristalli per aumentare i "tiers" degli equipaggiamenti e frammenti di gemme da rifinire.
 I raid di gilda invece, sono accessibili solo nella sala della gilda di appartenenza. Sono attualmente disponibili due boss: "Thanatos" e "Ancient Tree". Una volta compiuto il raid di gilda, i boss hanno un tempo di ricarica di 8 ore prima di ricomparire con livello e statistiche aumentate.
I premi variano ad ogni raid tra: 
- "punti gilda": spendibili nella sala per ottenere bonus durante i raid
- "pietre dell’anima"
- "pietre degli equipaggiamenti".

In base al posizionamento del clan nel server si ottiene una percentuale più o meno elevata di percepire il doppio delle ricompense a fine di ogni raid. 

I personaggi non possono guadagnare esperienza nelle modalità in cooperativa.

## Pubblicazioni
Zenonia S: Rifts in Time si è contraddistinto come ultimo gioco pubblicato della serie, per essere uno spin-off incentrato maggiormente sulle attività sociali, sulla cooperazione tra gli utenti e le ricompense di gruppo. 
 Alla Game Developers Conference 2014, la Gamevil presenta 5 giochi che sarebbero stati distribuiti in versione globale negli anni successivi, uno di questi è appunto "Zenonia Online". Annuncia inoltre che la prima pubblicazione è stata già pubblicata in Corea nel 2013 e che a fine anno sarebbe arrivata quella globale.

Il 2 giugno 2015 viene lanciata una seconda versione del gioco, che prende come nome definitivo quello di "Zenonia S: Rifts in Time", disponibile sia per Android che per App Store in 13 stati diversi:
- Australia
- Canada
- India
- Italia
- Olanda
- Nuova Zelanda
- Isole delle Filippine
- Portogallo
- Arabia Saudita
- Singapore
- Spagna
- Svezia
- Turchia
- Emirati Arabi Uniti[4].

Il rilancio globale, senza restrizioni geografiche, viene pubblicato dagli sviluppatori il 2 novembre del 2015, con un preavviso di poche settimane.

## Accoglienza
La rivista videoludica 2P.com annuncia Zenonia S come uno dei 5 giochi più attesi per smartphones del 2015.

Trascorsa una settimana dopo la produzione mondiale, il gioco ottiene più di 500.000 di downloads in tutto il mondo, avendo una delle crescite più rapide tra i videogiochi della stessa categoria. Dopo circa un mese raggiunge un totale di 2 milioni di downloads e, alla fine del gennaio 2016, tocca la vetta dei 3 milioni di click.

Uno dei moderatori del forum ufficiale ha pubblicato un annuncio per celebrare i 4 milioni di download da tutto il globo il 27 maggio del 2016.
Per festeggiare il successo raggiunto, la Gamevil ha scelto di premiare tutti gli utenti con gold e coupon gratuiti, spendibili nel gioco.

### Critica
Il gioco ha ricevuto anche critiche negative, malgrado il presidente della GAMEVIL USA, Inc. "Kyu Lee", fosse entusiasta di come il sesto titolo della serie fosse stato una fonte di ispirazione per gli sviluppatori.

Il sito Touchtapplay, ne critica sia la qualità grafica, che risulta peggiorata rispetto ai titoli precedenti, che la musica, ritenuta sterile e del tutto trascurabile. Inoltre la possibilità di automatizzare il personaggio durante la maggior parte delle funzioni di gioco, seppur utile nelle prime fasi di gioco, viene additata come un ostacolo all'esperienza manuale del gameplay nelle fasi finali.

Secondo il sito GameZebo invece, i giocatori più accaniti della serie avrebbero preferito una storia stile Zelda, rispetto ad un altro "MMORPG". Inoltre, ritiene che l'avvincente storia che caratterizzava i precedenti "Zenonia" ha perso di fascino nel sesto gioco.
In conclusione GameZebo giudica Zenonia S come un titolo mediocre.

Di diverso avviso è Pocket Gamer, rivista online riguardante il mondo Android, secondo il quale il generoso sistema di ricompense, i frequenti aggiornamenti e la possibilità di cimentarsi sempre in sfide diverse, rende il gioco divertente e impegnativo. Malgrado ciò, rivela che le aspettative dei fans su Zenonia S non sembrano esser state soddisfatte, poiché il titolo sembra ricalcare, in modo piuttosto semplificato, i suoi gloriosi antenati. 

## Premi
| Classifica | Miglior RPG      | Voti  |
| ---------- | ---------------- | ----- |
| 1°Pos.     | League of Angels | 16997 |
| 2°Pos.     | Summoner War     | 13810 |
| 3°Pos.     | Zenonia S        | 8330  |
| 4°Pos.     | Order & Chaos 2  | 8048  |
| 5°Pos.     | WAKFU Raiders    | 7631  |

Zenonia S: Rifts in Time ha ricevuto due nomination nel 2015 dal sito di critica videoludica 2P.com per la categoria "Miglior RPG per cellulari del 2015" e "Miglior gioco d’azione per cellulari del 2015", ricevendo rispettivamente il 3° e il 4º posto nella classifica, concorrendo con giochi di successo come Summoner Wars, Minecraft: Story Mode e League of Angels.